# كريستوفر هيل (سياسي)
كريستوفر هيل (بالإنجليزية: Christopher Hill)‏ هو عالم عقيدة وسياسي بريطاني، ولد في 10 أكتوبر 1945. انتخب Bishop of Guildford ‏ وانتخب أسقف.